# 8. november
8. november je 312. dan leta (313. v prestopnih letih) v gregorijanskem koledarju. Ostaja še 53 dni.

## Dogodki
- 1519 – Hernán Cortés vstopi v Tenochtitlán, današnji Ciudad de México, in poglavar Montezuma ga pričaka z velikimi častmi
- 1520 – Stockholmski pokol: danska vojska po uspešnem naskoku na Švedsko usmrti približno 100 ljudi
- 1620 – bitka pri Beli gori: prva bitka v tridesetletni vojni; blizu Prage katoliška vojska zmaga v borih dveh urah
- 1685 – s potsdamskim ediktom Friderik Viljem sprejme iz Francije izgnane hugenote
- 1793 – v Parizu revolucionarji odprejo Louvre javnosti kot muzej
- 1895 – Wilhelm Conrad Röntgen odkrije žarke X
- 1918 – Država SHS začne mobilizacijo vojakov za obrambo severne meje
- 1923 – pivniški puč: Hitler v Münchnu vodi naciste v neuspelem prevratu
- 1933 – New Deal - ameriški predsednik Roosevelt ustanovi Zavod za javna dela, organizacijo, ki naj bi priskrbela delo več kot 4 milijonom nezaposlenim
- 1939 – ponesrečen atentat na Hitlerja
- 1941 – ustanovljena je Komunistična partija Albanije
- 1959 – Egipt in Sudan podpišeta sporazum o gradnji Asuanskega jezu
- 1993 – Slovenija postane članica Organizacije Združenih narodov za prehrano in kmetijstvo
- 1995 – Ukrajina postane članica Sveta Evrope

## Rojstva
- 1050 – Svjatopolk II. Izjaslavič, veliki knez Kijevske Rusije († 1113)
- 1344 – Robert I., francoski plemič, vojvoda Bara († 1411)
- 1572 – Johann Sigismund, nemški volilni knez († 1620)
- 1622 – Karel X. Gustav Švedski († 1660)
- 1656 – Edmond Halley, angleški astronom, geofizik, matematik, fizik (29. oktober - stari koledar) († 1742)
- 1788 – Mihael Bertalanitš slovenski pesnik in učitelj († 1856)
- 1847 – Bram Stoker, irski pisatelj († 1912)
- 1848 – Gottlob Frege, nemški matematik, logik, filozof († 1925)
- 1854 – Johannes Rydberg, švedski fizik († 1919)
- 1868 – Felix Hausdorff, nemški matematik († 1942)
- 1900 – Margaret Munnerlyn Mitchell, ameriška pisateljica († 1949)
- 1922 – Christiaan Neethling Barnard, južnoafriški kirurg († 2001)
- 1923 – Jack St. Claire Kilby, ameriški elektrotehnik, izumitelj, nobelovec 2000 († 2005)
- 1935 – Alain Delon, francoski filmski igralec
- 1946 – Miha Žargi, slovenski zdravnik otorinolaringolog
- 1983 – Blanka Vlašić, hrvaška skakalka v višino
- 1994 – Špela Rogelj, slovenska smučarska skakalka
- 1996 – Ryoyu Kobayashi, japonski smučarski skakalec

## Smrti
- 397 – Martin iz Toursa (znan po prazniku Martinovo)
- 1111 – Oton II. Habsburški, grof
- 1122 – Ilghazi, seldžuški atabeg in vojskovodja
- 1171 – Baldvin IV., grof Hainauta (* 1108)
- 1195 – Konrad Hohenstaufen, pfalški grof (* 1135)
- 1226 – Ludvik VIII., francoski kralj (* 1187)
- 1246 – Berengarija Kastiljska, dedna kraljica Kastilije, kraljica Leona (* 1180)
- 1325 – Vislav III., zadnji slovansko-vikinški knez Rügena (* 1265)
- 1365 – Niccolò Acciaioli, italijanski (neapeljski) državnik, grof Melfija in Malte (* 1310)
- 1494 – Melozzo da Forli, italijanski slikar (* 1438)
- 1527 – Hieronymus Emser, nemški teolog, pisatelj (*ok. 1477)
- 1633 – Xu Guangqi, kitajski uradnik, prevajalec, matematik (* 1562)
- 1674 – John Milton, angleški pesnik (* 1608)
- 1873 – Manuel Bretón de los Herreros, španski pesnik, dramatik (* 1796)
- 1890 – César-Auguste-Jean-Guillaume-Hubert Franck, francoski skladatelj (* 1822)
- 1941 – Gaetano Mosca, italijanski pravnik, politični teoretik (* 1858)
- 1953 – Ivan Aleksejevič Bunin, ruski pisatelj, nobelovec  1933 (* 1870)
- 1964 – Viljo Revell, finski arhitekt (* 1910)
- 1969 – Vesto Melvin Slipher, ameriški astronom (* 1875)
- 1999 – Leon Štukelj, slovenski telovadec, olimpionik (* 1898)
- 2009 – Borut Pečar, slovenski arhitekt, pisatelj, ilustrator in karikaturist (* 1931)
- 2020 – Miro Steržaj, slovenski kegljač, gospodarstvenik in politik (* 1933)